# Neige sur Beverly Hills
Pour plus de détails, voir Fiche technique et Distribution.
Neige sur Beverly Hills (Less Than Zero) est un film américain réalisé par Marek Kanievska et sorti en 1987. Le scénario est librement adapté du roman Moins que zéro de Bret Easton Ellis.

## Synopsis
Clay Easton vit désormais sur la côte est des États-Unis. Il retourne dans sa ville de Los Angeles pour les fêtes de fin d'année. Il remarque beaucoup de changements par rapport à ses souvenirs. Clay recroise son ancienne petite-amie Blair. Devenue mannequin, elle est devenue accro à la cocaïne. Clay découvre par ailleurs qu'elle a couché avec son meilleur ami de l'époque, Julian Wells. Ce dernier a lui aussi des problèmes d'addiction et des soucis professionnels. Les rapports entre chacun vont continuellement se redéfinir les uns par rapport aux autres. Clay et Blair voient leur relation amoureuse contrariée par le devoir de leur amitié avec Julian, prédestiné à une fin tragique. Ce dernier essaye de revenir à une vie normale et reprend contact avec son père fuyant ses responsabilités.

## Fiche technique
- Titre français : Neige sur Beverly Hills
- Titre original : Less Than Zero
- Réalisation : Marek Kanievska
- Scénario : Harley Peyton, d'après le roman Moins que zéro de Bret Easton Ellis
- Musique : Thomas Newman
- Photographie : Edward Lachman
- Montage : Michael Tronick
- Production : Jon Avnet et Jordan Kerner
- Sociétés de production : 	20th Century Fox et Avnet/Kerner Productions
- Pays de production :  États-Unis
- Format : couleurs
- Durée : 98 minutes
- Date de sortie :
  - États-Unis et Canada : 6 novembre 1987
  - France : 13 avril 1988

## Distribution
- Andrew McCarthy (VF : William Coryn) : Clay
- Jami Gertz (VF : Agathe Mélinand) : Blair
- Robert Downey Jr. (VF : Bernard Gabay) : Julian Wells
- James Spader (VF : Renaud Marx) : Rip
- Tony Bill : Bradford Easton
- Nicholas Pryor (VF : Sady Rebbot) : Benjamin Wells
- Donna Mitchell (VF : Annie Balestra) : Elaine Easton
- Michael Bowen : Hop
- Sarah Buxton : Markie
- Michael Greene (en) (VF : Jean-Pierre Moulin) : Robert Wells

## Bande originale
La bande originale du film, produite par Rick Rubin, sort le 6 novembre 1987 sur le label Def Jam. Elle contient des chansons de pop, hard rock, heavy metal, hip-hop et RnB.
L'album se classe à la 31e position du Billboard 200 et no 22 du Top R&B/Hip-Hop Albums et est certifié disque d'or.
| Less Than Zero | Less Than Zero                              | Less Than Zero                                       | Less Than Zero                              | Less Than Zero | Less Than Zero | Less Than Zero | Less Than Zero | Less Than Zero | Less Than Zero |
| No             | Titre                                       | Auteur                                               | Interprète                                  | Durée          |                |                |                |                |                |
| -------------- | ------------------------------------------- | ---------------------------------------------------- | ------------------------------------------- | -------------- | -------------- | -------------- | -------------- | -------------- | -------------- |
| 1.             | Rockin' Pneumonia and the Boogie Woogie Flu | Huey "Piano" Smith, Johnny Vincent                   | Aerosmith                                   | 2:56           |                |                |                |                |                |
| 2.             | Life Fades Away                             | Glenn Danzig, Roy Orbison                            | Roy Orbison                                 | 3:42           |                |                |                |                |                |
| 3.             | Rock and Roll All Nite                      | Paul Stanley, Gene Simmons                           | Poison                                      | 3:37           |                |                |                |                |                |
| 4.             | Going Back to Cali                          | James Todd Smith                                     | LL Cool J                                   | 4:10           |                |                |                |                |                |
| 5.             | You and Me (Less than Zero)                 | Glenn Danzig, Rick Rubin                             | Glenn Danzig & the Power and Fury Orchestra | 3:36           |                |                |                |                |                |
| 6.             | In-A-Gadda-Da-Vida                          | Doug Ingle                                           | Slayer                                      | 3:19           |                |                |                |                |                |
| 7.             | Bring the Noise                             | Carl Ridenhour, Hank Shocklee, Eric "Vietnam" Sadler | Public Enemy                                | 3:45           |                |                |                |                |                |
| 8.             | Are You My Woman? (Tell Me So)              | Eugene Record                                        | Black Flames                                | 3:06           |                |                |                |                |                |
| 9.             | She's Lost You                              | Peter Gage                                           | Joan Jett and the Blackhearts               | 2:58           |                |                |                |                |                |
| 10.            | How to Love Again                           | Vinnie Bell, Frederick Gordon                        | Alyson Williams et Oran « Juice » Jones     | 4:42           |                |                |                |                |                |
| 11.            | Hazy Shade of Winter                        | Paul Simon                                           | The Bangles                                 | 2:47           |                |                |                |                |                |
| 41:28          |                                             |                                                      |                                             |                |                |                |                |                |                |

## Autour du film
Andrew McCarthy et James Spader ont déjà joué ensemble dans le film Pretty in Pink et dans Mannequin.
Brad Pitt y fait une de ses premières apparitions au cinéma en tant que figurant (non crédité). Il joue le rôle d'un fêtard lors d'une soirée.